# Teramo (tỉnh)
Tỉnh Teramo là một tỉnh ở vùng Abruzzo của Ý. Tỉnh lỵ là thành phố Teramo. Diện tích tỉnh này là 1.948 km², dân số là 296.063 người (2005), và được chia ra thành 47 đô thị (Tiếng Ý: comuni), xem các đô thị của tỉnh Teramo. Tỉnh Teramo giáp tỉnh Ascoli Piceno ở vùng Marche, phía nam và tây nam giáp tỉnh L'Aquila ở vùng Abruzzo, phía tây giáp với tỉnh Rieti ở vùng Lazio. Về phía nam là tỉnh Pescara còn về phía đông là Biển Adriatic.

## Các đô thị chính
Các đô thị chính xếp theo dân số tại thời điểm năm 2005 là:
Teramo (52.794). Roseto degli Abruzzi (23.669). Giulianova (21.875). Silvi Marina (15.247). Martinsicuro (15.047). Pineto (13.763). Atri (11.269). Alba Adriatica (11.219). Sant'Egidio alla Vibrata (9.177). Mosciano Sant'Angelo (8.559). Tortoreto (8.536). Montorio al Vomano (8.072). Campli (7.598). Bellante (7.208).